# Hosszúszárnyú denevér
A hosszúszárnyú denevér (Miniopterus schreibersii) az emlősök (Mammalia) osztályának a denevérek (Chiroptera) rendjébe, ezen belül a kis denevérek (Microchiroptera) alrendjébe és a Miniopteridae családjába tartozó faj.
Tudományos nevét Carl Franz Anton Ritter von Schreibers osztrák természettudósról kapta.
Korábban a hosszúszárnyú denevért és rokonait a simaorrú denevérek (Vespertilionidae) családjába helyezték.
Jelenleg a legveszélyeztetettebb fajunk.

## Előfordulása
Európa déli részein, a Közel-Keleten és Afrika egy részén honos. Magyarországon ma már ritka.

## Alfajai
- Miniopterus schreibersii bassanii
- Miniopterus schreibersii blepotis
- Miniopterus schreibersii chinensis
- Miniopterus schreibersii dasythrix
- Miniopterus schreibersii eschscholtzii
- Miniopterus schreibersii fuliginosus
- Miniopterus schreibersii haradai
- Miniopterus schreibersii japoniae
- Miniopterus schreibersii oceanensis
- Miniopterus schreibersii orianae
- Miniopterus schreibersii orsinii
- Miniopterus schreibersii pallidus
- Miniopterus schreibersii parvipes
- Miniopterus schreibersii schreibersii
- Miniopterus schreibersii smitianus
- Miniopterus schreibersii villiersi

## Megjelenése

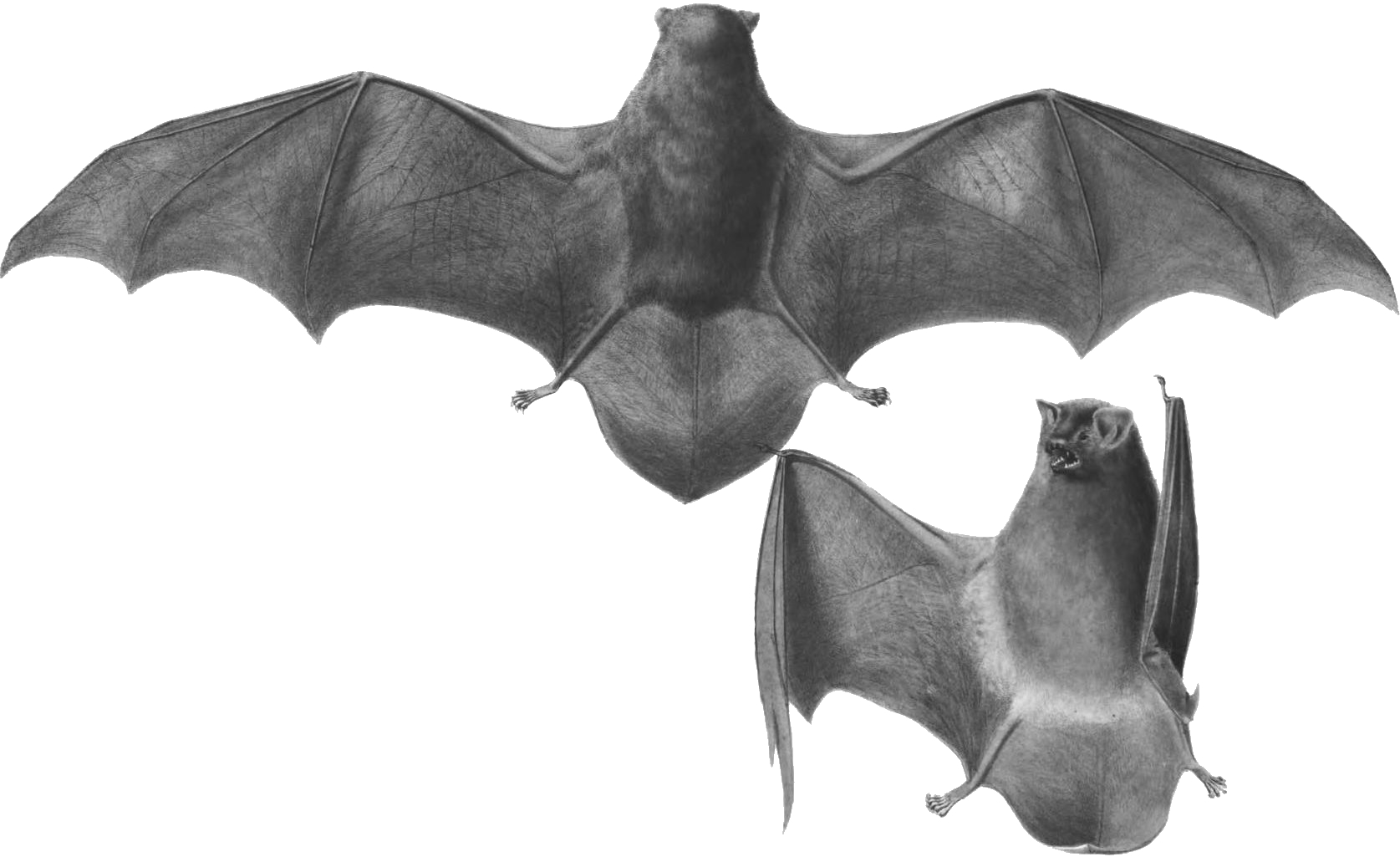
Régi rajz a Miniopterus schreibersii dasythrix alfajról

Testhossza 5,2–6 centiméter, farokhossza 5–6 centiméter, magassága 0,9–1,1 centiméter, alkarhossza 4,2–4,8 centiméter, testtömege pedig 8–16 gramm. Közepes termetű faj. Hátoldala szürkésbarna, hasa világosabb. Füle igen rövid, majdhogynem négyszögletes. Orra tömpe, homloka kidomborodó. A fején lévő szőrzet göndör. Szárnya hosszú és keskeny, a farok teljesen beépül a farkvitorlába. A fülfedő viszonylag keskeny. Szárnyában a 3. ujj utolsó csontja jelentősen megnyúlt, nevét is erről kapta.

## Életmódja
Nyáron is barlangokban él; meleg barlangokban és hasadékokban telel át. Téli álma októbertől március végéig tart, mely közben gyakran felébred. 
Nem sokkal naplemente utántól a reggeli órákig tevékeny. Röpte igen gyors, (50–55 km/h), a fecskéhez hasonló, jelenlétét gyakran surrogó hang jelzi. Magasan a fák koronája fölötti nyílt területeken szerzi táplálékát, melyek araszoló lepkék és egyéb apró éjjeli repülő rovarok. Leghosszabb ismert repülési távolsága 350 km, de valószínűleg sokkal nagyobb távolságokra is elvándorol.

## Szaporodása
A kölykezőhelyen nemritkán ikrek jönnek világra. Társas faj.
Az európai denevérek közül, ennél a fajnál létezik egyedül embrionális diapauza.